# Europakommissionen
Europakommissionen, formellt Europarådets kommission för de mänskliga rättigheterna, var ett till Europarådet knutet organ som existerade 1953–1999 med uppgiften att granska anmälningar om brott mot Europakonventionen. Kommissionen var placerad i Strasbourg och ska ej förväxlas med Europeiska kommissionen, som är en av Europeiska unionens institutioner.